# Oum el-Bouaghi (provins)
35°53′N 7°07′Ø / 35.88°N 7.12°Ø
Oum el-Bouaghi (arabisk: أم البواقي Umm al-Bawāqī, berbisk: ⵓⵎⵍⴻⴱⵡⴰⵖⵉ, Umlebwaɣi) er en af Algeriets 48 provinser (arabisk: ولاية, fransk: wilayah). Administrationscenteret er Oum el-Bouaghi.